# Gigaton
Albums de Pearl Jam
Lightning Bolt
(2013) Dark Matter
(2024)
Singles
1. Dance of the Clairvoyants
Sortie : 22 janvier 2020
2. Superblood Wolfmoon
Sortie : 18 février 2020
3. Quick Escape
Sortie : 25 mars 2020
4. Retrograde
Sortie : 14 mai 2020

Gigaton est le onzième album studio de Pearl Jam sorti le 27 mars 2020.

## Historique
L'album, qui contient 12 titres, a été commercialisé le 27 mars 2020,.

## Liste des titres
1. Who Ever Said – 5:11
2. Superblood Wolfmoon – 3:49
3. Dance of The Clairvoyants – 4:25
4. Quick Escape – 4:46
5. Alright – 3:43
6. Seven O'Clock – 6:14
7. Never Destination – 4:17
8. Take The Long Way – 3:41
9. Buckle Up – 3:36
10. Comes Then Goes – 6:02
11. Retrograde – 5:22
12. River Cross – 5:54